# Stig Hjortsberg
Stig Rudolf Hjortsberg, född 12 april 1915 i Göteborgs Masthuggs församling, Göteborg, död 7 december 1988 i Tuve församling, Göteborg, var en svensk handbollsspelare. 
Hjortsberg spelade centerforward eller med dagens term mittnia. Han tillhörde den första generationen handbollsspelare och var en av de bästa i sin generation.

## Klubbkarriär
Stig Hjortsberg började spela handboll som mycket ung i Göteborgs Gymnastikklubb. Därefter spelade han för Dala BK:s juniorlag där han var med och vann Distriktsmästerskapen för herrjuniorer 1934. Han kom till Majornas IK i Göteborg inför säsongen 1934/1935 där han spelade till dess att IFK Borås startade en handbollssektion 1947. Han spelade sedan för IFK Borås några år in på 1950-talet. Stig Hjortsberg var en målfarlig spelare och han vann skytteligan i allsvenskan säsongerna 1937-1938 och 1938-1939. Under sina år i Majorna vann han hela sex SM-guld inomhus och två utomhus. Han spelade över 240 matcher i allsvenskan med Majorna.  
Stig Hjortsberg var känd för ett skott som då fick hans namn "Hjortsbergare",  idag kallas det för vikskott.  Hjortsberg spelade även en fotbollsmatch i allsvenskan med Gais säsongen 1935/1936.

## Landslagskarriär
Hjortsbergs landslagsdebut skedde i Köpenhamn 1937 mot Danmark utomhus. Sverige vann med 8–4 och Hjortsberg gjorde en fin landskamp. Hjortsberg deltog i två VM-turneringar 1938, inomhus i februari och utomhus i juli, båda i Tyskland. Landslagsutbytet blev litet under andra världskriget och till 1945 hade Sverige spelat färre än 30 landskamper utomhus och inomhus tillsammans. Hjortsberg spelade 23 landskamper från 1937 till 1945 (alltså deltog han i de flesta fram till 1945), men ytterligare tre matcher som räknas till Stora Grabbars märke. Hjortsberg är stor grabb. Sista landskampen var i Odense mot Danmark, som Sverige vann med 8–5.

## Klubbar
- Göteborgs Gymnastikklubb -1930)
- Dala BK (1930/1931-1934)[a]
- Majornas IK (1934-1947)
- IFK Borås (1947–?)

## Meriter
- VM-brons 1938 inomhus med Sveriges landslag
- 6 SM-guld inomhus (1935, 1940, 1942, 1943, 1944 och 1945) med Majornas IK
- 2 SM-guld utomhus med Majornas IK